# Чантель

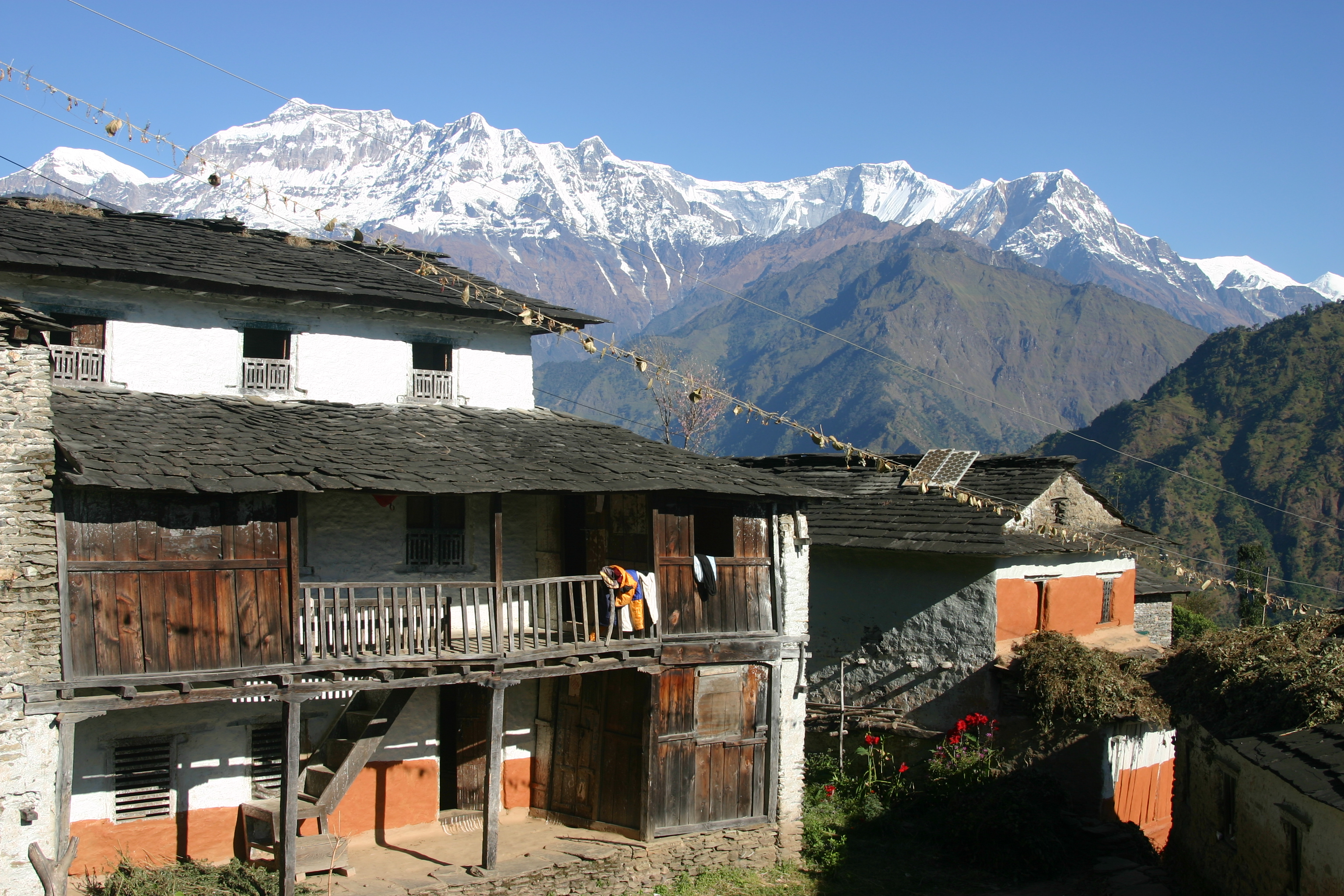
Дом в Непале

Чантель — один из народов, населяющих Непал. К концу 90-х годов численность народа оценивалась примерно в 5 тысяч человек. Сейчас составляет чуть больше двадцати тысяч человек. Они имеют тесную связь с другим непальским этносом, магарами. После того как были ассимилированы ими, чантель можно назвать входящими в состав магаров.

### Религия
Чантель исповедуют индуизм. Однако в их среде немалое значение продолжает иметь культ шаманизма.

### Язык
Говорят на языке чантелькура центральной группы сино-тибетской семьи и на непальском языке.

### Хозяйство
Живут, в основном, на западе Непала, в гористой местности. Неплохое развитие получило земледелие, скотоводство, что естественно, так как это основное занятие в деревнях, да и их выживание зависит от этих умений. Распространены двухэтажные каменные дома.

### Как приобщиться к культуре Чантель
Чантель имеют несколько англоязычных сайтов  и сообщество на Facebook.